# Utslutning
Utslutning är de mellanrum som görs mellan orden i en textrad för att fylla ut raden till bestämd bredd, exempelvis vid marginaljustering. Observera att utslutningarna har relativa mått: en fyrkant motsvarar det aktuella typsnittets storlek (grad) – en fyrkant satt i en text på 12 punkter (pt) har alltså en bredd på 12 pt. Med moderna programvaror för textsättning (exempelvis Adobe InDesign CS3 och QuarkXPress) finns möjlighet att göra mellanrumsjusteringar ned till tusendelar av en fyrkant (framför allt vid kerning).
| Namn                 | Namn                  | Bredd                                            | Unicode | HTML                  |
| -------------------- | --------------------- | ------------------------------------------------ | ------- | --------------------- |
| Svenska              | Engelska              | Bredd                                            | Unicode | HTML                  |
| Fyrkant              | Em space, mutton      | Fyrkant ] [                                      | U+2003  | &emsp; eller &#8195;  |
| Halvfyrkant          | En space, nut         | ½ fyrkant ] [                                    | U+2002  | &ensp; eller &#x2002; |
| Tredjedelsfyrkant    | Three-per-em space    | ⅓ fyrkant ] [                                    | U+2004  | &#8196;               |
| Fjärdedelsfyrkant    | Four-per-em space     | ¼ fyrkant ] [                                    | U+2005  | &#8197;               |
| Fast mellanrum       | No-break space        | ca ¼ fyrkant ] [                                 | U+00A0  | &nbsp;                |
| Sjättedelsfyrkant    | Six-per-em space      | ⅙ fyrkant ] [                                    | U+2006  | &#8198;               |
| —                    | Punctuation space     | Lika bred som en punkt ] [                       | U+2008  | &#8200;               |
| Åttondelsfyrkant     | Thin space            | ⅛ fyrkant ] [                                    | U+2009  | &thinsp;              |
| Smalt fast mellanrum | Narrow no-break space | ca ⅛ fyrkant ] [                                 | U+202F  | &#8239;               |
| Hårspatie            | Hair space            | Mindre än ⅛ fyrkant ] [                          | U+200A  | &#8202;               |
| —                    | Zero width space      | Ungefär 0, används vid radbrytning utan divis ][ | U+200B  | &#8203;               |

Teckensnittet Arial Unicode MS har använts för att generera utslutningarna ovan. Om endast fyrkanter visas kan detta bero på att teckensnittet inte är installerat på din dator.